# Кировский лицей естественных наук
«Лицей естественных наук» ( КОГОАУ ЛЕН) — государственное среднее общеобразовательное учреждение с углублённым изучением предметов естественного цикла в городе Кирове. КОГОАУ ЛЕН занимает первое место в России по количеству учеников-победителей на заключительных этапах всероссийской олимпиады школьников по биологии.

## История
В 1989 году в Кирове была основана школа с углублённым изучением биологии. В 1990 году она была переименована в школу с углублённым изучением биологии и химии. В 1991 году школа была реорганизована в Химико-биологический лицей. В 1996 году лицей становится экспериментальной площадкой Департамента образования Кировской области по программе «Экологическое образование как региональный компонент школьного образования». В 1998 году лицей становится лауреатом всероссийского конкурса «Школа года — 98». В 2001 году Химико-биологический лицей переименован в Лицей естественных наук города Кирова. В 2003 году библиотеке лицея за победу во всероссийском конкурсе «БиблиОбраз» присуждён грант Президента РФ в размере 600 тысяч рублей. С 2004 года по 2007 год лицей являлся площадкой проведения городского турнира по географии — «Осеннего марафона». В 2006 году лицей становится дипломантом конкурса Министерства образования и науки РФ «Вода на Земле». В этом же году лицей принят в Региональную некоммерческую организацию «Ассоциация инновационных учебных заведений Кировской области». С 2007 года лицей принимает Всероссийский турнир юных биологов, соорганизатором которого выступает центр дополнительного образования «Одарённый школьник», бессменный организатор международного конкурса русского языкознания «Русский медвежонок», а также Вятский центр дополнительного образования. В 2009 году лицею передано здание средней школы № 15 Кирова, сама школа упразднена.
В 2010 году в рамках программы поддержки одарённых детей в Кировской области ЛЕН и ещё четыре общеобразовательных учреждения были переданы из ведения Управления образования города Кирова в Департамент образования Кировской области и сменили форму собственности с муниципальной на государственную.
В декабре 2013 введён в эксплуатацию крытый переход между корпусами лицея.

## Профили
- Химико-биологический профиль
- Социально-экономический профиль